# Gestão José Eliton no governo de Goiás
O governo José Eliton, também chamado de gestão José Eliton no governo de Goiás, teve início no dia 7 de abril de 2018 após sua assunção como o 78.º governador e acabou em 1 de janeiro de 2019, com a posse de Ronaldo Caiado como sucessor de Eliton. O vice-governador José Eliton foi eleito como companheiro de chapa de Marconi Perillo e assumiu a posição desse após sua renúncia. Sua posse no cargo marcou o quinto governo do PSDB em Goiás.

## Antecedentes

### Eleições estaduais de 2014
A chapa Perillo-Eliton foi reeleita em outubro de 2014, no segundo turno, com 57,44% dos votos válidos, marcando a quarta eleição de Marconi ao governo de Goiás, o quarto governo estadual de PSDB e a primeira reeleição de Eliton à vice-governadoria. A campanha foi marcada por uma série de infrações eleitorais no segundo turno, incluindo uma suposta representação de Perillo na campanha de Iris Rezende, em uma animação denominada "Rei Mandão", que foi proibida pelo Tribunal Regional Eleitoral de Goiás.
Nesse período, além de vice-governador, José Eliton exerceu a chefia da Secretaria de Segurança Pública do Estado de Goiás, nomeado pelo governador Marconi. Havia anteriormente, exercido a pasta do Desenvolvimento Social.

## Governo José Eliton

### Renúncia de Marconi Perillo
Em 6 de abril de 2018, o então governador Marconi Perrilo, renunciou ao cargo de governador de Goiás após 7 anos, 3 meses e 5 dias de sua segunda gestão, para se candidatar ao Senado Federal do Brasil pelo estado.

### Posse
Tomou posse em 7 de abril de 2018, em cerimônia no plenário da Assembleia Legislativa de Goiás. Em seguida, empossou 15 novos secretários.

### Secretariado
Quase todos os seus 15 novos auxiliares mantiveram seus cargos até o fim da gestão.
| Gabinete governamental de José Eliton                                               | Gabinete governamental de José Eliton | Gabinete governamental de José Eliton | Gabinete governamental de José Eliton | Gabinete governamental de José Eliton | Gabinete governamental de José Eliton | Gabinete governamental de José Eliton |
| Pasta                                                                               | Incumbente                            | Incumbente                            | Partido                               | Partido                               | Início do mandato                     | Fim do mandato                        |
| ----------------------------------------------------------------------------------- | ------------------------------------- | ------------------------------------- | ------------------------------------- | ------------------------------------- | ------------------------------------- | ------------------------------------- |
| Articulação Política                                                                |                                       | Carlos Alberto Lereia                 |                                       | PSDB                                  | 8 de abril de 2018                    | 1 de janeiro de 2019                  |
| Casa Civil                                                                          |                                       | Fernando Tibúrcio Peña                |                                       | Independente                          | 8 de abril de 2018                    | 1 de janeiro de 2019                  |
| Casa Militar                                                                        |                                       | Coronel Divino Alves                  |                                       | Independente                          | 8 de abril de 2018                    | 1 de janeiro de 2019                  |
| Cidadã                                                                              |                                       | Murilo Mendonça Barra                 |                                       | Independente                          | 8 de abril de 2018                    | 1 de janeiro de 2019                  |
| Desenvolvimento Econômico                                                           |                                       | Leandro Ribeiro da Silva              |                                       | MDB                                   | 8 de abril de 2018                    | 21 de novembro de 2018                |
| Desenvolvimento Econômico                                                           |                                       | Tito Amaral                           |                                       | Independente                          | 21 de novembro de 2018                | 1 de janeiro de 2019                  |
| Educação, Cultura e Esporte                                                         |                                       | Marcos das Neves                      | 8 de abril de 2018                    | Independente                          | 4 de julho de 2018                    |                                       |
| Educação, Cultura e Esporte                                                         |                                       | Flávio Rios Peixoto da Silveira       | 10 de julho de 2018                   | Independente                          | 1 de janeiro de 2019                  |                                       |
| Fazenda                                                                             |                                       | Manoel Xavier Ferreira Filho          | 8 de abril de 2018                    | Independente                          | 1 de janeiro de 2019                  |                                       |
| Governo                                                                             |                                       | João Furtado de Mendonça Neto         | 8 de abril de 2018                    | Independente                          | 1 de janeiro de 2019                  |                                       |
| Meio Ambiente, Recursos Hídricos, Infraestrutura, Cidades e Assuntos Metropolitanos |                                       | Hwaskar Fagundes                      | 8 de abril de 2018                    | Independente                          | 1 de janeiro de 2019                  |                                       |
| Saúde                                                                               |                                       | Leonardo Vilela                       |                                       | PSDB                                  | 1 de janeiro de 2019                  | 2015                                  |
| Segurança Pública                                                                   |                                       | Irapuan Costa Júnior                  |                                       | MDB                                   | 1 de janeiro de 2019                  | 13 de fevereiro de 2018               |
| Órgãos públicos com status de Secretaria                                            |                                       |                                       |                                       |                                       |                                       |                                       |
| AGEHAB                                                                              |                                       | Cleomar Dutra                         |                                       | Independente                          | 8 de abril de 2018                    | 1 de janeiro de 2019                  |
| Controladoria-Geral do Estado                                                       |                                       | Tito Amaral                           | 8 de abril de 2018                    | Independente                          | 21 de novembro de 2018                |                                       |
| Controladoria-Geral do Estado                                                       |                                       | Murilo Nunes Magalhães                | 21 de novembro de 2018                | Independente                          | 1 de janeiro de 2019                  |                                       |
| DETRAN                                                                              |                                       | Flávio Murilo Prates                  | 8 de abril de 2018                    | Independente                          | 1 de janeiro de 2019                  |                                       |
| Procuradoria-Geral do Estado                                                        |                                       | Luiz César Kimura                     | 8 de abril de 2018                    | Independente                          | 3 de outubro de 2018                  |                                       |
| Procuradoria-Geral do Estado                                                        |                                       | Murilo Nunes Magalhães                | 3 de outubro de 2018                  | Independente                          | 21 de novembro de 2018                |                                       |
| Procuradoria-Geral do Estado                                                        |                                       | João Furtado de Mendonça Neto         | 21 de novembro de 2018                | Independente                          | 1 de janeiro de 2019                  |                                       |
| Ipasgo                                                                              |                                       | José Carlos Siqueira                  | 8 de abril de 2018                    | Independente                          | 1 de janeiro de 2019                  |                                       |
| Empresas estaduais com status de secretaria                                         |                                       |                                       |                                       |                                       |                                       |                                       |
| CEASA                                                                               |                                       | Isvami Júnior Vieira                  |                                       | Independente                          | 25 de abril de 2018                   | 1 de janeiro de 2019                  |
| Goiás Fomento                                                                       |                                       | Adauto Barbosa                        | 8 de abril de 2018                    | Independente                          |                                       | 1 de janeiro de 2019                  |
| Goiás Parcerias                                                                     |                                       | Afrânio Cotrim Júnior                 | 8 de abril de 2018                    | Independente                          |                                       | 1 de janeiro de 2019                  |
| Metrobus                                                                            |                                       | Daniela Machado Malaspina Lima        | 8 de abril de 2018                    | Independente                          |                                       | 1 de janeiro de 2019                  |

### Educação
Iniciou a continuidade do plano de governo de Marconi, alegando ter concluído 70% desse planejamento em julho de 2018. Na educação, anunciou em abril, o pagamento do Piso Nacional dos Professores, em negociação entre a SEDUCE e o Sindicato dos Trabalhadores da Educação. Efetuou o pagamento desse Piso em junho.
Anunciou, em 25 de abril, a ampliação do programa Enem+, que a partir de então contaria com um programa de televisão para disponibilizar conteúdos de auxílio para os estudantes do ensino médio e os vestibulandos que iriam efetuar a prova naquele ano.

### Segurança pública

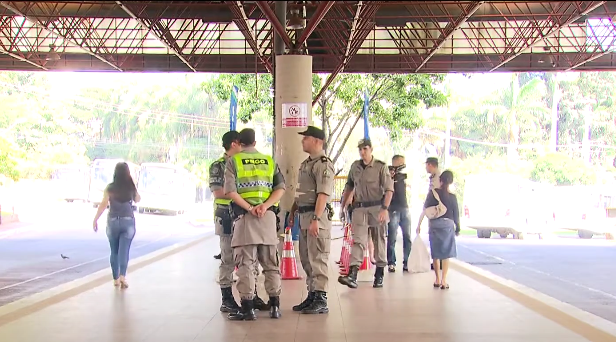
Batalhão da PM-GO nos terminais da Avenida Anhanguera.

Herdando uma crise na segurança pública da gestão Marconi Perillo, José Eliton lançou o programa Mais Segurança, que efetuou previsão de concurso para 100 delegados da Polícia Civil do Estado de Goiás, criou um Batalhão da Polícia Militar do Estado de Goiás nos terminais de ônibus da Avenida Anhanguera, também expandiu a frota e o contingente da PM-GO em todo o estado. Tais medidas resultaram no declínio de ocorrências de furtos e roubos.

### Campanha de reeleição

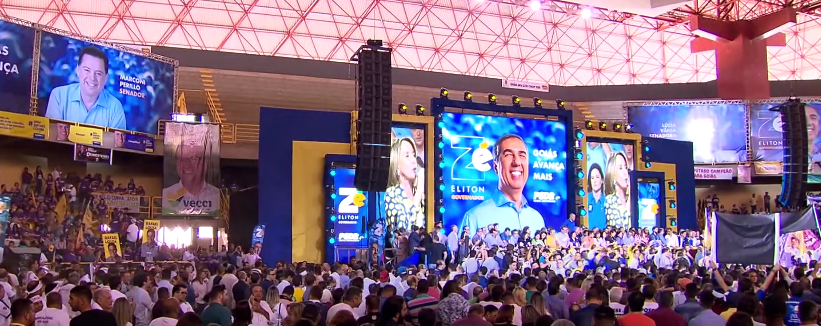
PSDB oficializa candidatura de Eliton ao governo de Goiás.

Em 5 de agosto de 2018, o Partido da Social Democracia Brasileira realizou convenção no Goiânia Arena, oficializando a candidatura de José Eliton à reeleição do governo, anunciando como vice na chapa, a tucana Raquel Teixeira. A candidatura ao Senado de Marconi Perillo, também foi confirmada.

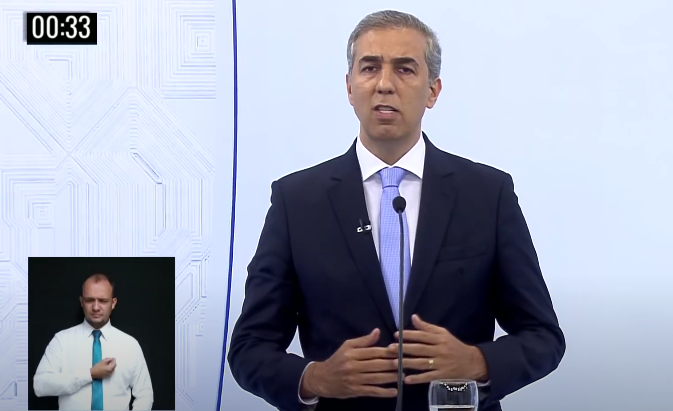
José Eliton em debate governamental de 2018, na Record Goiás.

Todavia, Eliton perdeu as eleições em primeiro turno, ficando como terceiro colocado, encerrando os 8 anos de vitória eleitoral do PSDB em Goiás.